# Hans Nüsslein
Hans Hanne Nüsslein (* 31. März 1910 in Nürnberg; † 28. Juni 1991 in Altenkirchen) war ein deutscher Tennisspieler.
Er war neben Gottfried von Cramm und Henner Henkel der beste deutsche Tennisspieler in den 1930er Jahren. Nüsslein wurde dreimal Sieger der professionellen englischen Tennismeisterschaften im Hallenturnier von Wembley, siebenmal Sieger bei den German Pro Championships und dreimal Profiweltmeister (1933, 1936, 1937). Unter anderem besiegte er bei seinen Erfolgen die Tennislegende Bill Tilden, wie in der Deutschen Wochenschau 1937 gezeigt wurde.

## Werdegang
In seiner Jugend spielte er Fußball, Handball und Tennis beim 1. FC Nürnberg. Bereits als 16-Jähriger schlug Nüsslein notgedrungen die Laufbahn eines Profisportlers ein, nachdem er von einem Spieler aus dem Nachbarverein beim Deutschen Tennis Bund (DTB) angezeigt worden war. Zwei Jahre später schloss er seine Ausbildung zum Tennislehrer ab, einer seiner Lehrer war der mehrfache Tennismeister Roman Najuch, den er 1931 erstmals bei den German Pro Championships besiegen konnte. Er spielte für den TC Palmengarten in Frankfurt und zuletzt, seit 1936, für den Kölner Tennis- und Hockey-Club Stadion Rot-Weiß. Während des Zweiten Weltkrieges geriet er in amerikanische Gefangenschaft, aus der er 1948 entlassen wurde. Danach erreichte er im Tennis wieder Weltniveau, ehe er 1956 seine aktive Laufbahn beendete und anschließend als Tennislehrer, Trainer und Dozent an der Deutschen Sporthochschule Köln tätig war.
Zum Dank und Gedenken an sein Mitglied gründete der Verein 1980 die Hanne Nüsslein Stiftung zur Förderung des Tennisnachwuchses. In Anerkennung seiner Verdienste um den Tennissport wurde Nüsslein im Juni 2006 in die International Tennis Hall of Fame aufgenommen.

## Privat
Nüsslein war zunächst unverheiratet. Erst mit 72 Jahren schloss er die Ehe mit seiner Lebenspartnerin Anneliese. 1991 starb er an einem Schlaganfall.